# Oenopota magellanica
Oenopota magellanica é uma espécie de gastrópode do gênero Oenopota, pertencente a família Mangeliidae.